# Achraf Hakimi
Achraf Hakimi Mouh (em árabe: أشرف حكيمي‎) (Madrid, 4 de novembro de 1998) é um futebolista hispano-marroquino que atua como lateral-direito. Atualmente defende o Paris Saint-Germain.

## Carreira

### Início
Nascido em Madrid, filho de imigrantes marroquinos, Hakimi começou a sua carreira no CD Colonia Ofigevi.

### Real Madrid
Em 2006, ele veio para a base do Real Madrid.
Em agosto de 2016, ele entrou para o Real Madrid Castilla, na Segunda División B, para a temporada 2016–17.
Em 1 outubro de 2017, estreou pelo Real Madrid, em uma vitória por 2-0, contra o Espanyol. Marcou seu primeiro gol pelos merengues em 9 de dezembro de 2017, em uma goleada por 5-0, contra o Sevilla.

### Borussia Dortmund
Em julho de 2018, foi emprestado pelo Real Madrid ao Borussia Dortmund até o final da temporada 2019/20. Fez sua estreia e marcou seu primeiro gol, pelo clube, em 26 de setembro de 2018, numa goleada por 7-0, contra o Nürnberg, na Bundesliga. No dia 30 de Junho de 2020, se despediu do clube alemão, rumo a Itália.

### Internazionale
Em 9 de setembro de 2020, foi contratado pela Internazionale. Fez sua estreia, pelo clube italiano, em 26 de setembro de 2020, em uma vitória por 4-3, contra a Fiorentina, na estreia da Inter na Serie A 2020–21. Hakimi entrou aos 19 minutos do segundo tempo, no lugar de Ashley Young. Marcou seu primeiro gol, pelo clube, em 30 de setembro de 2020, em uma goleada por 5-2, contra o Benevento, na Serie A 2020–21.

### Paris Saint-Germain
Em 2021, teve contrato acertado com o Paris Saint-Germain Football Club com quem deve jogar pelas próximas cinco temporadas.
Em 14 de janeiro de 2023, Hakimi foi um dos anunciados pela FIFA como concorrente ao prêmio de melhor jogador do mundo, o The Best 2022.
Em 31 de Maio, conquista a Liga dos Campeões da UEFA de 2024–25, marcando o 1⁰ gol da final vencida sobre a Inter de Milão, na Allianz Arena em Munique.

## Seleção Nacional
Hakimi atuou inicialmente pela Seleção Marroquina Sub-20 e Sub-23. Em outubro de 2016, ele estreou pela Seleção Marroquina, em um amistoso, jogo contra o Canadá, aos 67' minutos, substituindo Fouad Chafik. Em maio de 2018, foi convocado para a lista de 23 jogadores da Seleção Marroquina de Futebol para a Copa do Mundo FIFA de 2018, na Rússia, com uma boa campanha marroquina nas eliminatórias africanas, mas acabaram eliminados na Fase de Grupos, no Grupo B no qual empataram com a Espanha, perderam para a Portugal e para o Irã, sendo a quinta participação de Marrocos em Copas do Mundo.
Na Copa do Mundo FIFA de 2022, no Catar, converteu o pênalti que classificou pela primeira vez na história a Seleção Marroquina para as quartas-de-final, contra a Espanha, após o jogo terminar em 0-0 no tempo regulamentar.  

## Títulos
Real Madrid
- Supercopa da UEFA: 2017
- Supercopa da Espanha: 2017
- Copa do Mundo de Clubes da FIFA: 2017
- Liga dos Campeões da UEFA: 2017–18

Borussia Dortmund
- Supercopa da Alemanha: 2019

Internazionale
- Serie A: 2020–21

Paris Saint-Germain
- Ligue 1: 2021–22, 2022–23, 2023–24 e 2024–25[17]
- Supercopa da França: 2022, 2023 e 2024
- Copa da França: 2023–24 e 2024–25[18]
- Liga dos Campeões da UEFA: 2024–25[19]
- Supercopa da UEFA: 2025[20]

### Prêmios individuais
- Equipe Mundial do Ano da IFFHS: 2022[21]
- EA Sports: Time do Ano do FIFA 23[22]
- FIFPro World XI: 2022
- Time do Ano da Ligue 1: 2022–23,[23] 2023–24,[24] 2024–25[25]